# パティシエの恋
『パティシエの恋』（原題：後備甜心、英題：It Had to Be You）は、2005年の香港映画。
近年では少なくなったUFO電影人製作有限公司の作品である。日本では、2006年の大阪アジアン映画祭において『デザート（仮）』と、仮のタイトルで上映。2008年10月から特集上映「中国映画の全貌2008」の中で『パティシエの恋』に改題し東京･大阪等を巡回。2011年1月28日にケンメディアから日本版DVDが発売された。

## 出演
- カリーナ・ラム - ジル
- イーキン・チェン - ジャック
- フー・ビン - チーオン
- エリック・ツァン - ジェイソン
- ヤン・ン
- デレク・ツァン
- ボボ・チャン
- クリスタル・ティン
- チン・ガーロウ（銭嘉楽）
- 葉山豪
- ベンジャミン・ユン（袁偉豪）

## スタッフ
- 監督 - モーリス・リー、アンドリュー・ロー
- 脚本 - テレサ・タン
- イラスト - キャリー・チョウ
- 挿入歌
  - 『我願意』 歌：フェイ・ウォン
  - 『夜了請熄燈』 歌：柳重言
  - 『誠心所願』 歌：李璧奇
  - 『想念進行式』 歌：陳美鳳